# Mario Mesquita
Mario Mesquita ist ein US-amerikanischer Diplomat und war seit dem 12. Juli 2021 Geschäftsträger ad interim der Botschaft Wien, Österreich.
Nachdem Botschafterin Victoria Reggie Kennedy am 12. Januar 2022 ihr Beglaubigungsschreiben überreichte, ist Mesquita ihr ständiger Vertreter.

## Leben
Mesquita wurde in Sacramento, Kalifornien, geboren.
Er studierte an der University of California in Davis Politikwissenschaft. Er spricht Deutsch, Spanisch und Italienisch.

## Laufbahn
Mesquita trat 1998 als Karrierediplomat in das US-Außenministerium ein.
Die ersten Jahre im Dienst führten ihn an die Botschaften in Prag, Warschau und Bogotá. Von 2011 bis 2014 war er stellvertretender Missionschef und Geschäftsträger der amerikanischen Botschaft beim Heiligen Stuhl. Es folgte von 2015 bis 2018 eine Verwendung als Länderkoordinator für Visa in Mexiko-Stadt. In Washington D.C. arbeitete Mesquita als stellvertretender Leiter des Exekutivsekretariats, als Wachleiter im Operationszentrum des Außenministeriums und in der Abteilung für europäische und eurasische Angelegenheiten.